# Головоломка (альбом)
Головоломка — третий студийный альбом российского рок-музыканта Найка Борзова, выпущенный 14 октября 1997 года. Альбом принёс музыканту первую широкую известность благодаря песням «Лошадка», «Письмо от Мэри Джейн», «Головоломка» и «Дела людей, которые были до нас». Это третий и последний релиз музыканта, выпущенный на Gala Records (последующие релизы выпускались на «Снегири-музыка» и «Союз»). Осенью 2017 года Найк Борзов дал ряд концертов, посвящённых двадцатилетнему юбилею альбома.

## Об альбоме
- Продюсированием альбома занялся Владислав Афанасов, игравший в альбоме на всех клавишных инструментах. Также Афанасов писал песни в соавторстве с Алексеем Заевым, с которым Найк Борзов играл в группе «Х.З.» в начале 1990-х годов.
- Песня «Дела людей, которые были до нас» была написана Анатолием Хмельниковым.
- Песня «Ночь надвигается» принадлежит авторству Алексея Заева, однако исполнялась Найком в середине 1990-х[2].
- Песни «Лошадка» и «Путь» впервые были записаны Найком в 1996 году для альбома его группы «Инфекция» «Возьми свою суку на руки». Борзов вспоминал, что песню «Лошадка» он сочинил еще во время службы в армии в 1993 году.

Был чудесный солнечный денёк. Я находился в наряде и охранял какие-то стратегические склады. Занятие это скучное, поэтому большую часть времени я был погружен в свои мысли и написание песен. Несколько лет после армии эта песня лежала «в столе» и ждала своего часа. Потом я записал её в альбом своего сайд-проекта и дал послушать своему другу Бегемоту. Когда он услышал «Лошадку», то просто подпрыгнул и заорал: «Как же это круто! Нужно её записать нормально!» Собственно, в том же году я сел в студию для записи своего третьего сольного альбома «Головоломка» и начал я именно с «Лошадки». — Найк Борзов: Жизнь в 20 песнях // Rolling Stone Russia
Песня «Ты унеси меня» ранее звучала в первом сольном альбоме Найка — «Погружение» 1992 года. Сам он вспоминал, что написал её в 15-16 лет. Впоследствии все три песни были включены в альбом «Головоломка», где в песне «Путь» был частично изменен текст.
- В альбоме присутствуют песни о наркотических веществах: в частности, в песне «Лошадка» Борзов поёт о кокаине, а в песне «Письмо от Мэри Джейн» — о марихуане.

## Список композиций
Все песни написаны Найком Борзовым, за исключением отмеченных.
1. «Хороший день» — 5:01
2. «Воздушный шар» — 4:23
3. «Лошадка» — 5:45
4. «Письмо от Мэри Джейн» — 5:55
5. «Ночь надвигается» — 5:20 (А. Заев)
6. «В формалине» — 3:29
7. «Ты унеси меня» (Версия 97) — 4:38
8. «Дела людей, которые были до нас» — 5:30 (А. Хмельников)
9. «Путь» — 4:14
10. «Головоломка» — 5:48
11. «Лошадка (Radio Acid Mix)» — 3:57 (Bonus-track)
12. «Лошадка (Studio Unplugged Version)» — 5:45 (Bonus-track)
13. «Лошадка (Club Mix)» — 6:52 (Bonus-track)

## В записи принимали участие
- Найк Борзов — вокал, гитара (2,4,6,8), клавишные (1,4)
- Владислав Афанасов — клавишные, программирование
- Михаил Ганин — бас-гитара
- Сергей Степин — лид-гитара (5,6,7,10)
- Эдуард Тулупов — ударные (2,3,5,6,7,10)
- Алексей Медведев — гитара (3,9)
- Лев Костандян — ударные (1,4)
- Сергей Щетинин — соло-гитара (4)
- Владимир Капцов — перкуссия (4)
- Александр Разуваев — дизайн обложки